# Sedetans
Els sedetans (en llatí sedetani, en grec antic Σιδητανοί) eren els ibers que ocupaven la zona sud de l'Aragó, des l'Ebre en direcció sud, fins a tocar el país dels edetans, que ocupaven el centre del País Valencià. La capital era Salduie (l'actual Saragossa), de la que parla Plini el Vell.
Les monedes dels sedetans portaven la inscripció Sedeisken o Sedeiscen. El seu límit sud els formaven els rius Martín i Guadalop, on es troba el jaciment d'Azaila, del que no se'n coneix el nom antic però té restes ibèriques; cap a l'oest arribava fins a Alagó, més enllà del qual ja hi havia el territori dels vascons i celtibers; el seu límit nord era l'Ebre, a la regió de Saragossa; finalment, tenien a l'est als ilercavons i als edetans amb els que alguns autors confonen.
Encara que es trobaven entre els celtibers i els ilergets, gairebé no van oferir resistència als romans i es van romanitzar ràpidament. Al segle ii aC ja usaven la moneda romana i al segle I aC participaven en les legions.